# Подградіє (округ Пр'євідза)
Подградіє (словац. Podhradie) — село, громада округу Пр'євідза, Тренчинський край. Кадастрова площа громади — 12.76 км².
Населення 296 осіб (станом на 31 грудня 2020 року).

## Історія
Подградіє згадується 1352 року.

## Населення
| Рік:            | 1994. | 2004.   | 2014.   | 2024.   |
| --------------- | ----- | ------- | ------- | ------- |
| Кількість осіб: | 343   | 333     | 309     | 292     |
| Різниця:        |       | -2,91 % | -7,20 % | -5,50 % |

| Рік:            | 2023. | 2024.   |
| --------------- | ----- | ------- |
| Кількість осіб: | 288   | 292     |
| Різниця:        |       | +1,38 % |